# Houndmouth
Houndmouth ist eine Folk-Rock-Band aus dem US-Bundesstaat Indiana. Sie besteht seit 2011 aus Matt Myers (Gitarre, Gesang), Zak Appleby (Bass, Gesang) und Shane Cody (Schlagzeug, Gesang). Bis 2016 war Katie Toupin (Keyboard, Gesang) ebenfalls noch Mitglied.

## Geschichte
Houndmouth wurde im Sommer 2011 gegründet. Nachdem sie regional in Louisville und Indiana aufgetreten war, trat sie beim SXSW Music Festival im März 2012 auf, um für ihre erste selbstproduzierte EP Houndmouth zu werben. Der Geschäftsleiter von Rough Trade Records, Geoff Travis bot ihr kurz darauf einen Plattenvertrag an. 2012 war Houndmouth „Band of the Week“ bei der englischsprachigen Zeitung The Guardian.
Houndmouths Debütalbum, From the Hills Below the City, wurde 2013 von Rough Trade veröffentlicht. Dies führte zu Auftritten bei Late-Night-Shows wie Letterman, Conan, World Cafe, und auf einigen größeren Musikfestivals (ACL, Americana Music Festival, Bonnaroo, Lollapalooza, Newport Folk Festival). SPIN und Esquire.com nannten Houndmouth als eine „Must-See“ Band auf dem Lollapalooza Festival.
Das zweite Album Little Neon Limelight wurde am 17. März 2015 beim selben Label veröffentlicht.
Am 8. April 2016 wurde bekanntgegeben, dass Katie Toupin die Band verlässt, um private Projekte durchzuführen.

## Diskografie

### Alben
- 2012: Houndmouth (EP, Eigenveröffentlichung)
- 2013: From the Hills Below the City (Album, Rough Trade Records)
- 2015: Little Neon Limelight (Album, Rough Trade Records)
- 2018: Golden Age (Album, Rough Trade Records)
- 2021: Good For You (Album, Dualtone Music Group)

### Singles (mit Auszeichnungen)
- 2015: Sedona (US: Platin)[9]